# Коронавірусна хвороба 2019 на Сан-Томе і Принсіпі
Коронаві́русна хворо́ба 2019 на Сан-То́ме і Принсі́пі — розповсюдження пандемії коронавірусу територією Сан-Томе і Принсіпі.
Про виявлення перших чотирьох випадків коронавірусної хвороби на території Сан-Томе і Принсіпі було заявлено 6 квітня 2020 року.
Станом на 10 квітня 2020 року у країні нових інфікованих не виявлено.

## Хронологія
6 квітня 2020 року було підтверджено перші 4 випадки коронавірусу у країні.